# Friuli-Annia
Unter der Bezeichnung Friuli-Annia werden seit 1995 Weiß- und Rotweine mit „kontrollierter Herkunftsbezeichnung“ (Denominazione di origine controllata – DOC) in der norditalienischen Region Friaul-Julisch Venetien hergestellt und verkauft. Die DOC wurde zuletzt am 7. März 2014 aktualisiert.

## Anbaugebiet
Das Anbaugebiet liegt in der ehemaligen Provinz Udine. In folgenden Gemeinden ist der Anbau zugelassen: Carlino, San Giorgio di Nogaro, Marano Lagunare, Torviscosa, Castions di Strada, Porpetto, Bagnaria Arsa und Muzzana del Turgnano.

## Erzeugung
Folgende Weintypen werden hergestellt: (dabei muss die genannte Rebsorte jeweils zu 90 % enthalten sein. Höchstens 10 % andere analoge Rebsorten, die für den Anbau in der Provinz Udine zugelassen sind, dürfen zugesetzt werden.)
- Friuli-Annia Merlot
- Friuli-Annia Cabernet Franc
- Friuli-Annia Cabernet Sauvignon
- Friuli-Annia Refosco dal Peduncolo Rosso
- Friuli-Annia Friulano
- Friuli-Annia Pinot bianco
- Friuli-Annia Pinot Grigio
- Friuli-Annia Verduzzo Friulano
- Friuli-Annia Traminer aromatico
- Friuli-Annia Sauvignon
- Friuli-Annia Chardonnay
- Friuli-Annia Malvasia (Malvasia Istriana)

Die Verschnittweine (Rosso, Bianco und Rosato) dürfen aus den in der Provinz Udine zugelassenen analogen Rebsorten hergestellt werden.
Es werden auch Perlweine und Schaumweine erzeugt.